# Grand Prix automobile de Saint-Marin 1990
GP précédent GP suivant
Le Grand Prix automobile de Saint-Marin 1990 (10º Gran Premio di San Marino), disputé sur le circuit Enzo e Dino Ferrari à Imola, en Italie le 13 mai 1990 est la dixième édition du Grand Prix, la 487e épreuve du championnat du monde de Formule 1 courue depuis 1950 et la troisième manche du championnat 1990.

## Classement
| Pos. | No | Pilote             | Écurie            | Tours | Temps/Abandon                      | Grille | Points |
| ---- | -- | ------------------ | ----------------- | ----- | ---------------------------------- | ------ | ------ |
| 1    | 6  | Riccardo Patrese   | Williams-Renault  | 61    | 1 h 30 min 55 s 478 (202,876 km/h) | 3      | 9      |
| 2    | 28 | Gerhard Berger     | McLaren-Honda     | 61    | + 5 s 117                          | 2      | 6      |
| 3    | 19 | Alessandro Nannini | Benetton-Ford     | 61    | + 6 s 240                          | 9      | 4      |
| 4    | 1  | Alain Prost        | Ferrari           | 61    | + 6 s 843                          | 6      | 3      |
| 5    | 20 | Nelson Piquet      | Benetton-Ford     | 61    | + 53 s 112                         | 8      | 2      |
| 6    | 4  | Jean Alesi         | Tyrrell-Ford      | 60    | + 1 tour                           | 7      | 1      |
| 7    | 11 | Derek Warwick      | Lotus-Lamborghini | 60    | + 1 tour                           | 10     |        |
| 8    | 12 | Martin Donnelly    | Lotus-Lamborghini | 60    | + 1 tour                           | 11     |        |
| 9    | 26 | Philippe Alliot    | Ligier-Ford       | 60    | + 1 tour                           | 16     |        |
| 10   | 25 | Nicola Larini      | Ligier-Ford       | 59    | + 2 tours                          | 20     |        |
| 11   | 24 | Paolo Barilla      | Minardi-Ford      | 59    | + 2 tours                          | 26     |        |
| 12   | 36 | Jyrki Järvilehto   | Onyx-Ford         | 59    | + 2 tours                          | 25     |        |
| 13   | 29 | Éric Bernard       | Lola-Lamborghini  | 56    | Boîte de vitesses                  | 13     |        |
| Abd. | 14 | Olivier Grouillard | Osella-Ford       | 52    | Roue                               | 22     |        |
| Abd. | 2  | Nigel Mansell      | Ferrari           | 38    | Moteur                             | 5      |        |
| Abd. | 35 | Gregor Foitek      | Onyx-Ford         | 35    | Moteur                             | 23     |        |
| Abd. | 8  | Stefano Modena     | Brabham-Judd      | 31    | Freins                             | 14     |        |
| Abd. | 22 | Andrea De Cesaris  | BMSDallara-Ford   | 29    | Roue                               | 17     |        |
| Abd. | 15 | Mauricio Gugelmin  | Leyton House-Judd | 24    | Allumage                           | 12     |        |
| Abd. | 5  | Thierry Boutsen    | Williams-Renault  | 17    | Moteur                             | 4      |        |
| Abd. | 30 | Aguri Suzuki       | Lola-Lamborghini  | 17    | Transmission                       | 15     |        |
| Abd. | 27 | Ayrton Senna       | McLaren-Honda     | 3     | Roue                               | 1      |        |
| Abd. | 21 | Emanuele Pirro     | BMS Dallara-Ford  | 2     | Sortie de piste                    | 21     |        |
| Abd. | 16 | Ivan Capelli       | Leyton House-Judd | 0     | Collision                          | 18     |        |
| Abd. | 3  | Satoru Nakajima    | Tyrrell-Ford      | 0     | Collision                          | 19     |        |
| Abd. | 33 | Roberto Moreno     | Eurobrun-Judd     | 0     | Accélérateur                       | 24     |        |
| Np.  | 23 | Pierluigi Martini  | Minardi-Ford      |       | Accident                           |        |        |
| Nq.  | 10 | Alex Caffi         | Arrows-Ford       |       | Non qualifié                       |        |        |
| Nq.  | 9  | Michele Alboreto   | Arrows-Ford       |       | Non qualifié                       |        |        |
| Nq.  | 7  | David Brabham      | Brabham-Judd      |       | Non qualifié                       |        |        |
| Npq. | 31 | Bertrand Gachot    | Coloni-Ford       |       | Non préqualifié                    |        |        |
| Npq. | 34 | Claudio Langes     | Eurobrun-Judd     |       | Non préqualifié                    |        |        |
| Npq. | 39 | Bruno Giacomelli   | Life-Rocchi       |       | Non préqualifié                    |        |        |
| Npq. | 17 | Gabriele Tarquini  | AGS-Ford          |       | Non préqualifié                    |        |        |
| Npq. | 18 | Yannick Dalmas     | AGS-Ford          |       | Non préqualifié                    |        |        |

## Pole position et record du tour
- Pole position : Ayrton Senna en 1 min 23 s 220 (vitesse moyenne : 218,025 km/h)
- Meilleur tour en course : Alessandro Nannini en 1 min 27 s 156 au 60e tour (vitesse moyenne : 208,178 km/h).

## Tours en tête
- Ayrton Senna : 3 (1-3)
- Thierry Boutsen : 14 (4-17)
- Gerhard Berger : 33 (18-50)
- Riccardo Patrese : 11 (51-61)

## Statistiques
- 3e victoire pour Riccardo Patrese.
- 43e victoire pour Williams en tant que constructeur.
- 23e victoire pour Renault en tant que motoriste.
- Emanuele Pirro part du fond de la grille car sa voiture n'a pas démarré pendant le tour de chauffe.
- Pierluigi Martini, bien que qualifié en dixième position, se blesse pendant les qualifications du vendredi et ne participe donc pas à la course.

## Classements généraux à l'issue de la course
| Pos. | Pilote             | Écurie           | Points |
| ---- | ------------------ | ---------------- | ------ |
| 1    | Ayrton Senna       | McLaren-Honda    | 13     |
| 2    | Alain Prost        | Ferrari          | 12     |
| 3    | Gerhard Berger     | McLaren-Honda    | 12     |
| 4    | Riccardo Patrese   | Williams-Renault | 9      |
| 5    | Jean Alesi         | Tyrrell-Ford     | 7      |
| 6    | Nelson Piquet      | Benetton-Ford    | 6      |
| 7    | Thierry Boutsen    | Williams-Renault | 6      |
| 8    | Alessandro Nannini | Benetton-Ford    | 4      |
| 9    | Nigel Mansell      | Ferrari          | 3      |
| 10   | Stefano Modena     | Brabham-Judd     | 2      |
| 11   | Satoru Nakajima    | Tyrrell-Ford     | 1      |

| Pos. | Écurie           | Points |
| ---- | ---------------- | ------ |
| 1    | McLaren-Honda    | 25     |
| 2    | Ferrari          | 15     |
| 3    | Williams-Renault | 15     |
| 4    | Benetton-Ford    | 10     |
| 5    | Tyrrell-Ford     | 8      |
| 6    | Brabham-Judd     | 2      |